# Blue Magic
Blue Magic é um quinteto norte-americano de R&B e soul formado em junho de 1973 na Filadélfia. Composto originalmente por Theodore Mills, Keith Beaton, Wendell Sawyer, Vernon Sawyer e Richard Pratt, notabilizou-se não só por sua performance vocal, mas também pela sua coreografia.

## Carreira
O Blue Magic é um dos principais grupos da chamada "Philadelphia Soul", uma variante da soul music norte-americana que teve como principais nomes Harold Melvin & The Blue Notes, The Delfonics, The Intruders, The O'Jays, The Spinners, The Stylistics e The Three Degrees.
Produzido pelo veterano Norman Harris e contando com o suporte da banda de estúdio MFSB (do selo Philadelphia International Records), logo em seu álbum de estréia, lançado em fevereiro de 1974 e que leva o nome da banda, o Blue Magic chegou ao quarto lugar na parada de R&B da Billboard, com canções como "Sideshow" (Top 10 nas 100 mais da Billboard), "Stop To Start", "Just Don't Want To Be Lonely", "Look Me Up" e "Spell".
Ainda naquele ano, o Blue Magic voltou a fazer sucesso com o single "Three Ring Circus", que faria parte do álbum "The Magic Of The Blue", de 1975. Naquele mesmo ano, foi lançado "13 Blue Magic Lane", com destaque para a canção "Chasing Rainbows".
Os álbuns seguintes foram bem-recebidos pela crítica especializada, mas não tiveram o mesmo sucesso comercial dos anteriores e o grupo afastou-se das paradas norte-americanas. A derrocada veio na década seguinte, quando Ted Mills e Richard Prattos, os dois principais vocalistas do Blue Magic, deixaram a banda por razões religiosas. Mesmo assim, o grupo voltou a gravar, mas sem o mesmo êxito da década de 1970. "It's Like Magic", "Land Of Make-Believe" e "Romeo And Juliet" foram algumas das músicas desta fase oitentista do Blue Magic.

## Membros
- Theodore Ted "Wizard" Mills - vocal (deixou o grupo para seguir carreira solo perto do final dos anos 80).
- Keith "Duke" Beaton – tenor (ainda no grupo)
- Wendell Sawyer – barítono (ainda no grupo)
- Vernon Sawyer – tenor, barítono. (ainda no grupo)
- Richard Pratt - baixo. (deixou o grupo em 1981)
- Wade Elliott – vocalista (integrou-se ao grupo na década de 1980 e ainda no grupo)

## Canções notáveis
- Sideshow
- Stop to Start
- Three Ring Circus
- Spell
- Greatful
- I Just Don't Want To Be Lonely
- Look Me Up
- It's Like Magic (When You Came)
- Chasing Rainbows
- Welcome To The Club
- See Through
- Tear It Down
- In the Rain
- What's Come over Me
- The Oscar
- From out of the Blue
- Sweet Woman
- Looking for a friend
- Summer Snow
- The Loneliest House On The Block (live)
- Magic Of The Blue
- Love Has Found Its Way To Me
- Secret Lover
- Haunted (By Your Love)
- You Won't Have To Tell Me Goodbye

## Discografia
- Blue Magic (1974)
- Magic Of The Blue (1975)
- Thirteen Blue Magic Lane (1975)
- Live (1976) - Com Margie Joseph e Major Harris
- Mystic Dragons (1976)
- Message From The Magic (1977)
- Welcome Back (1981)
- Magic # (1983)
- From Out Of The Blue (1989)
- Blue Magic - Greatest Hits (1990)
- My Magic is Real (1995)
- The Best of Blue Magic: Soulful Spell (1996)